# أندريه كريستنسن
أندريه كريستنسن هي كاتِبة وشاعرة كندية، ولدت في 16 أبريل 1952 في أوتاوا في كندا.